# SpaceX CRS-14
SpaceX CRS-14 (также известный как SpX-14) — четырнадцатый полёт автоматического грузового корабля Dragon компании SpaceX в программе снабжения Международной космической станции по контракту Commercial Resupply Services (CRS) с NASA.
Повторный полёт корабля, который ранее использовался в рамках миссии SpaceX CRS-8.
Повторное использование первой ступени B1039 ракеты-носителя Falcon 9, которая до этого применялась во время запуска SpaceX CRS-12, в августе 2017 года.

## Запуск
Запуск состоялся 2 апреля 2018 года в 20:30 UTC.

## Сближение и стыковка
4 апреля 2018 года в 10:40 UTC астронавты НАСА Скотт Тингл и Норишиге Канаи осуществили захват грузовика механическим манипулятором Канадарм. Затем в  13:00 UTC под управлением с Земли грузовик был успешно пристыкован к модулю Гармония.

## Полезная нагрузка
Dragon доставил на МКС 2647 кг полезного груза.
В герметичном отсеке доставлено 1721 кг (с учётом упаковки), в том числе:
- Провизия и вещи для экипажа — 344 кг
- Материалы для научных исследований — 1070 кг
- Оборудование для выхода в открытый космос — 99 кг
- Оборудование и детали станции — 148 кг
- Компьютеры и комплектующие — 49 кг
- Российский груз — 11 кг

В негерметичном контейнере на МКС доставлен груз общей массой 926 кг:
- MISSE-FF (Materials on ISS Experiment — Flight Facility) — платформа, включающая в себя до 14 сменных модулей, для размещения снаружи МКС образцов различных материалов, с целью изучения воздействия на них условий открытого космоса и микрогравитации[8].
- ASIM (Atmosphere-Space Interactions Monitor) — инструмент Европейского космического агентства для изучения феномена электрических разрядов, возникающий в верхних слоях атмосферы и околоземном космическом пространстве. Масса оборудования составляет 314 кг. Будет размещён на внешней поверхности модуля Коламбус[9].
- PFCS (Pump Flow Control Subassembly) — запасной компонент системы терморегуляции станции. Масса — 107 кг[10].

## Фотогалерея

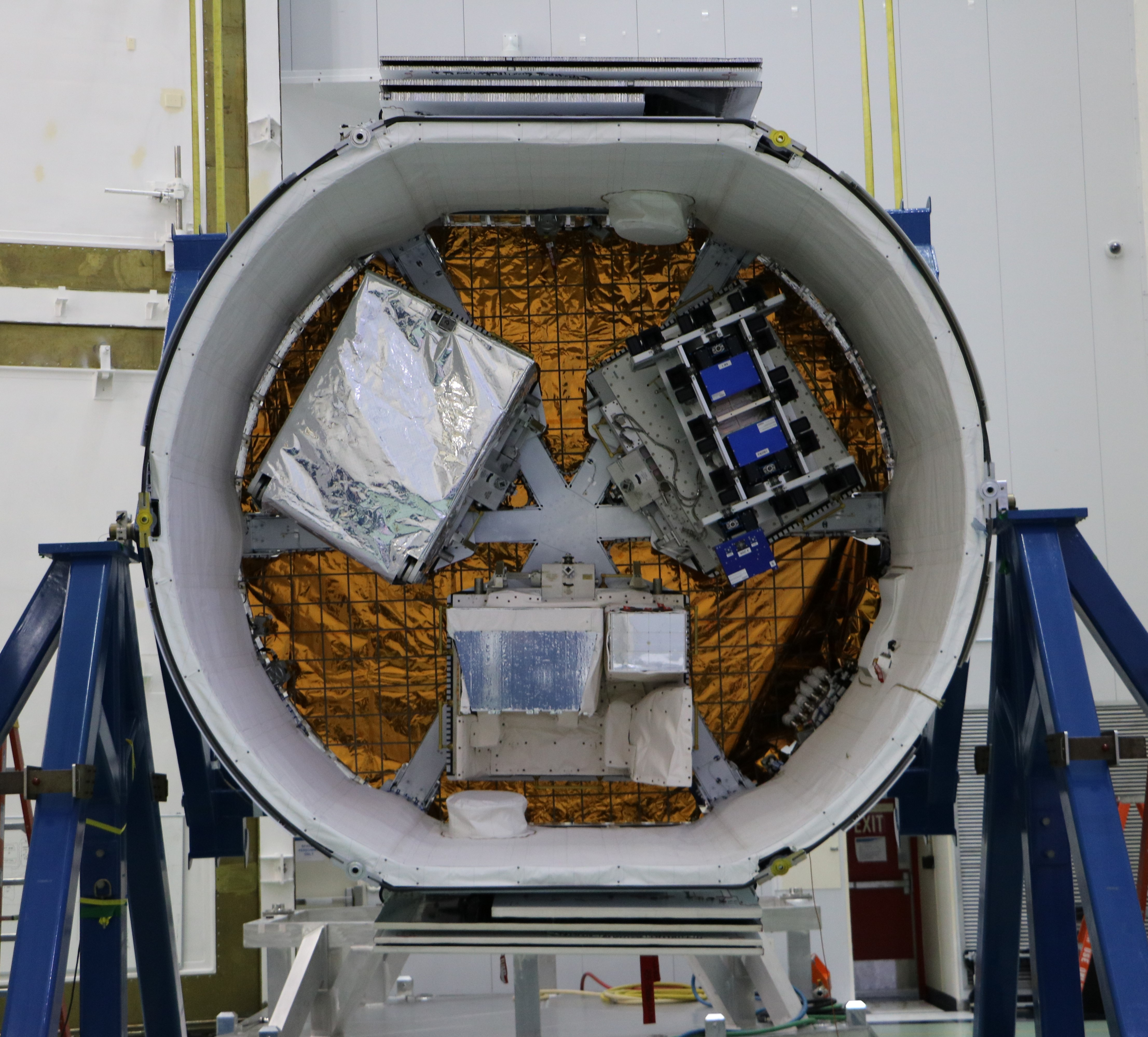
Оборудование закреплено в негерметичном контейнере корабля.
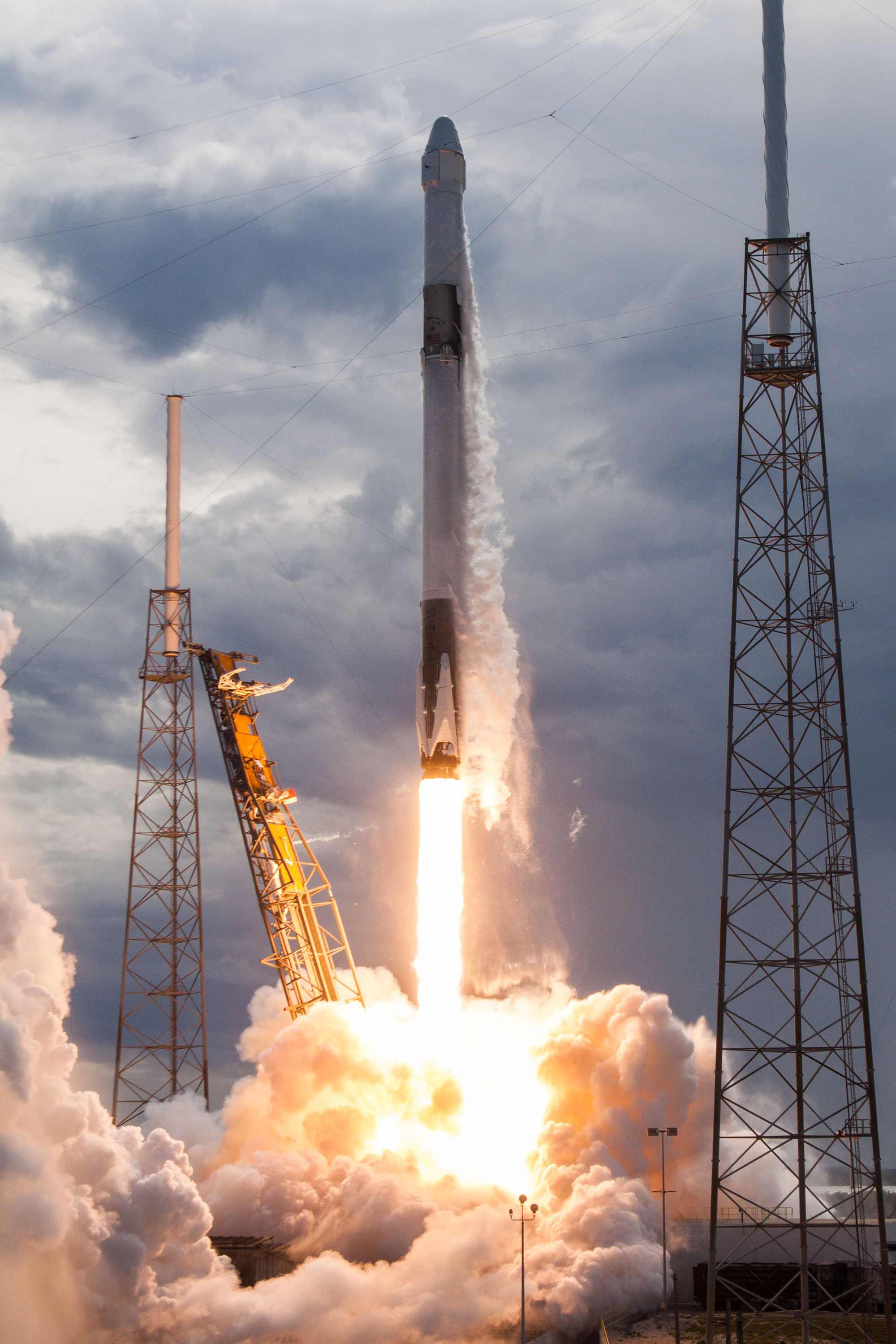
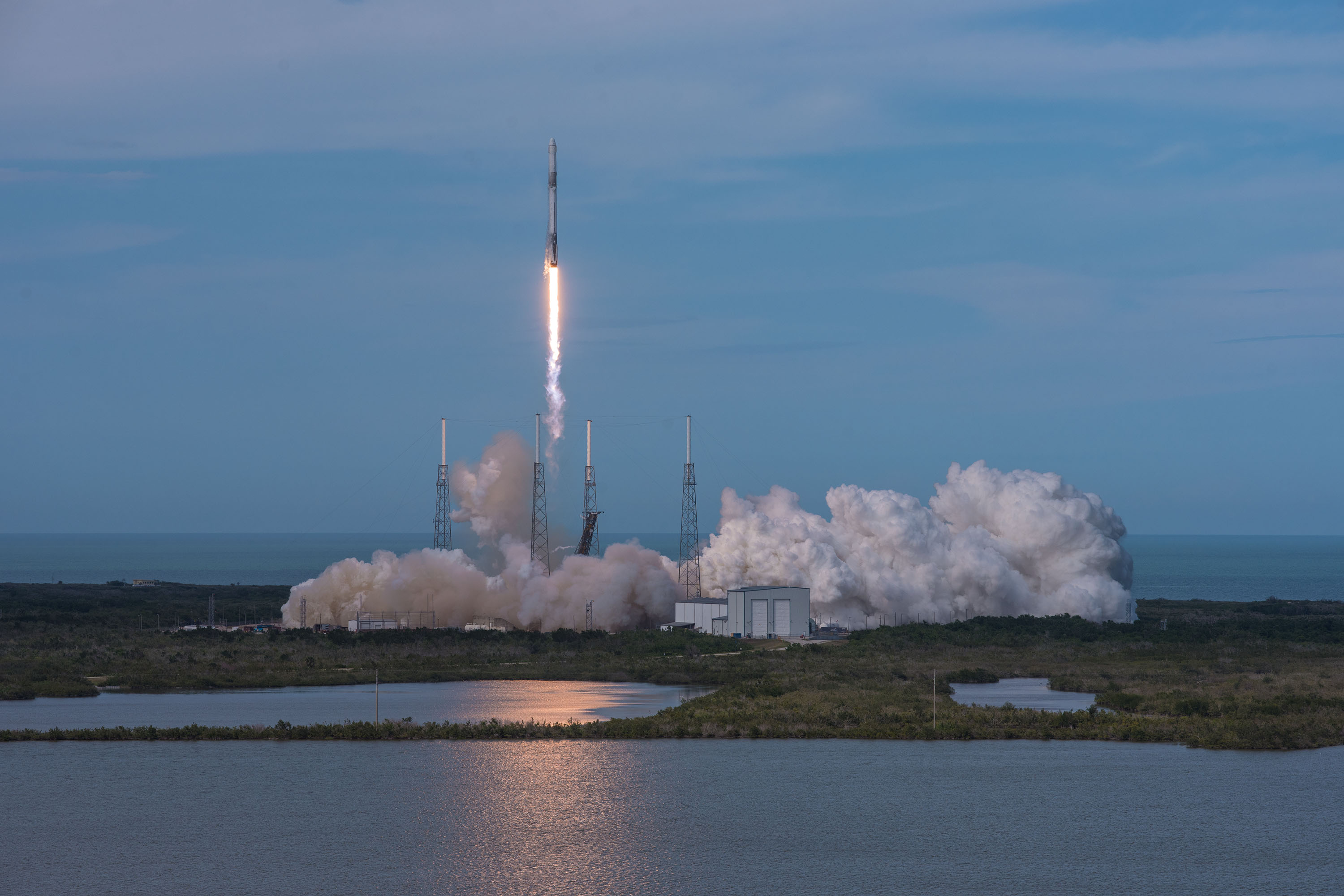
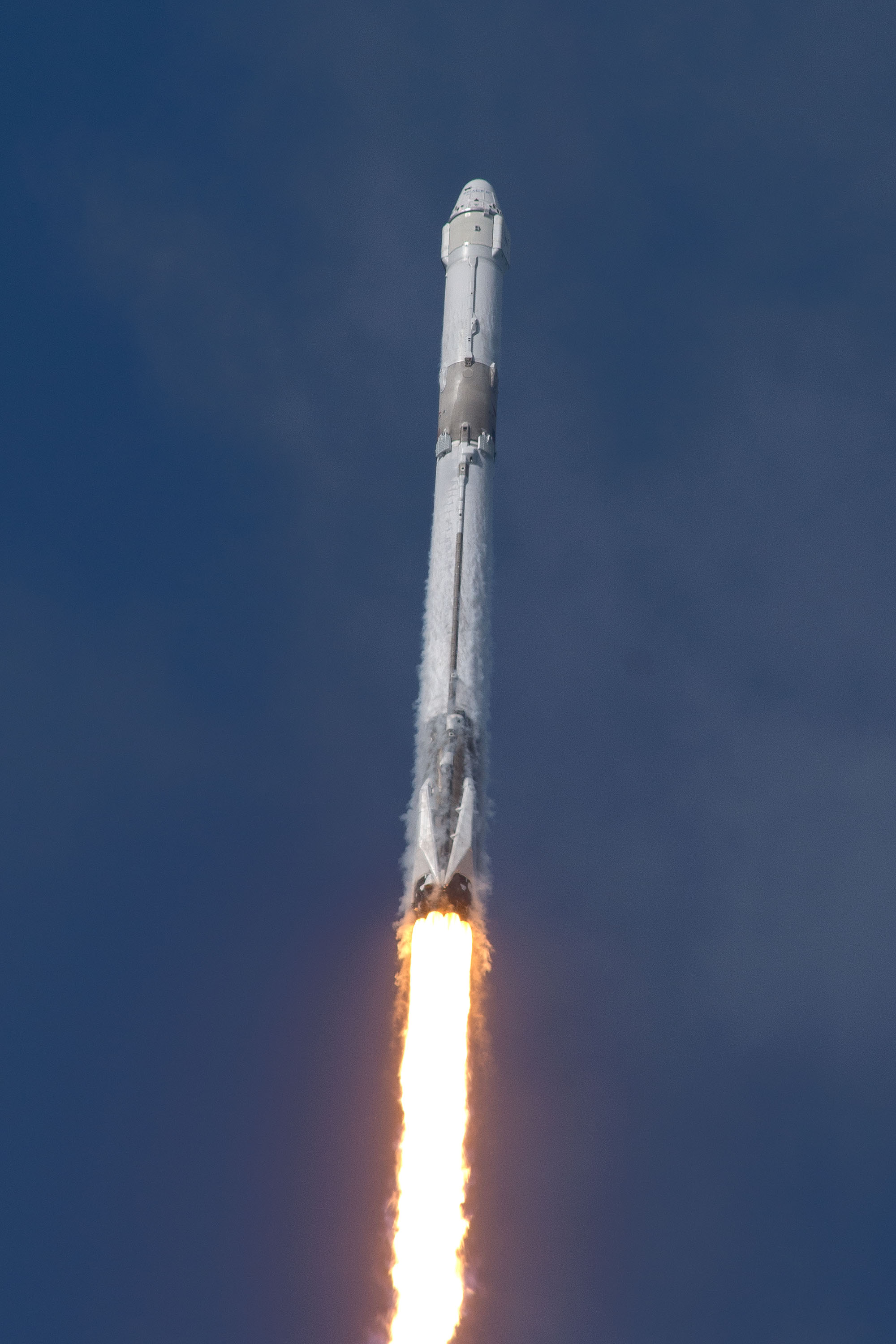

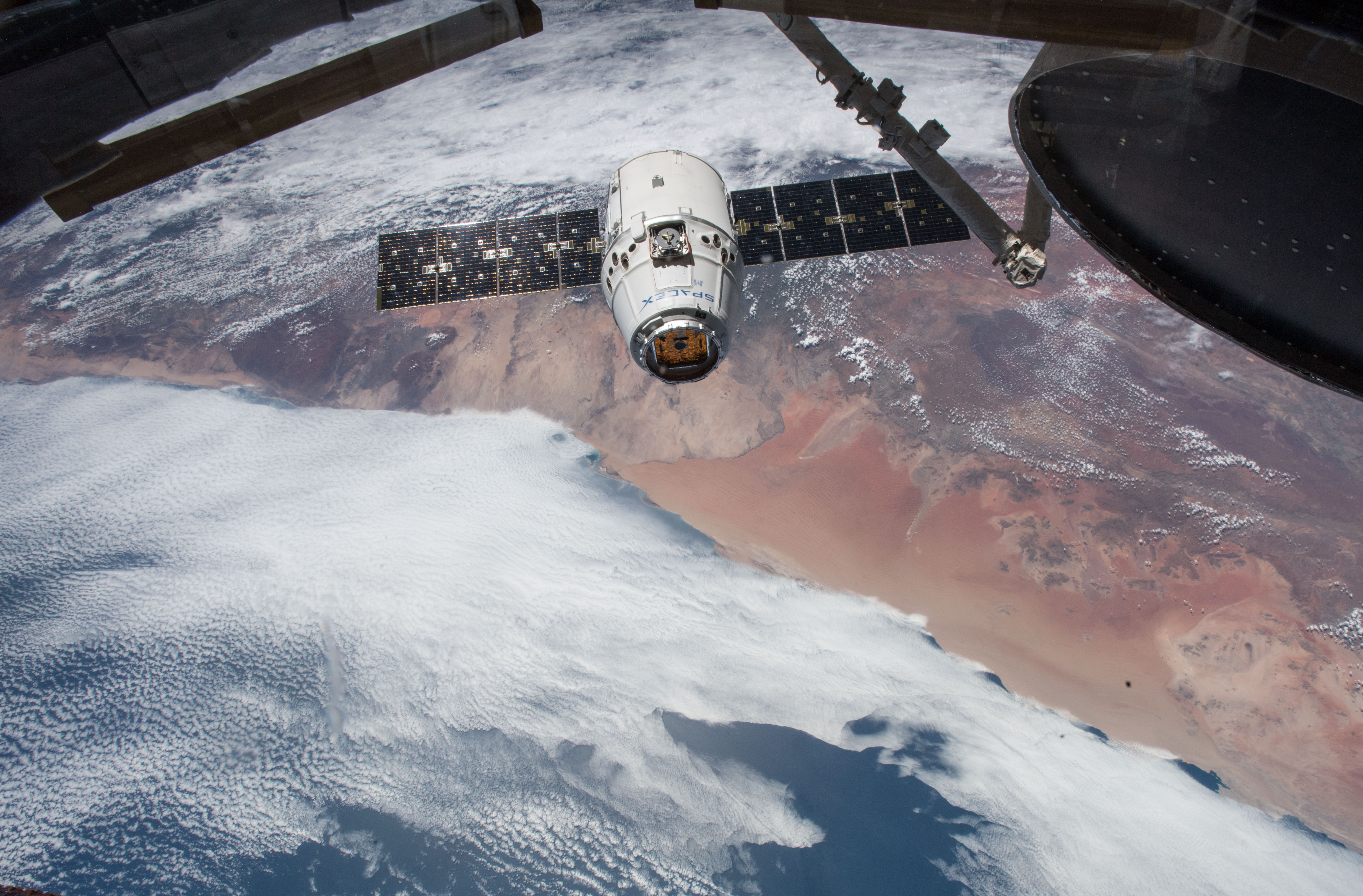
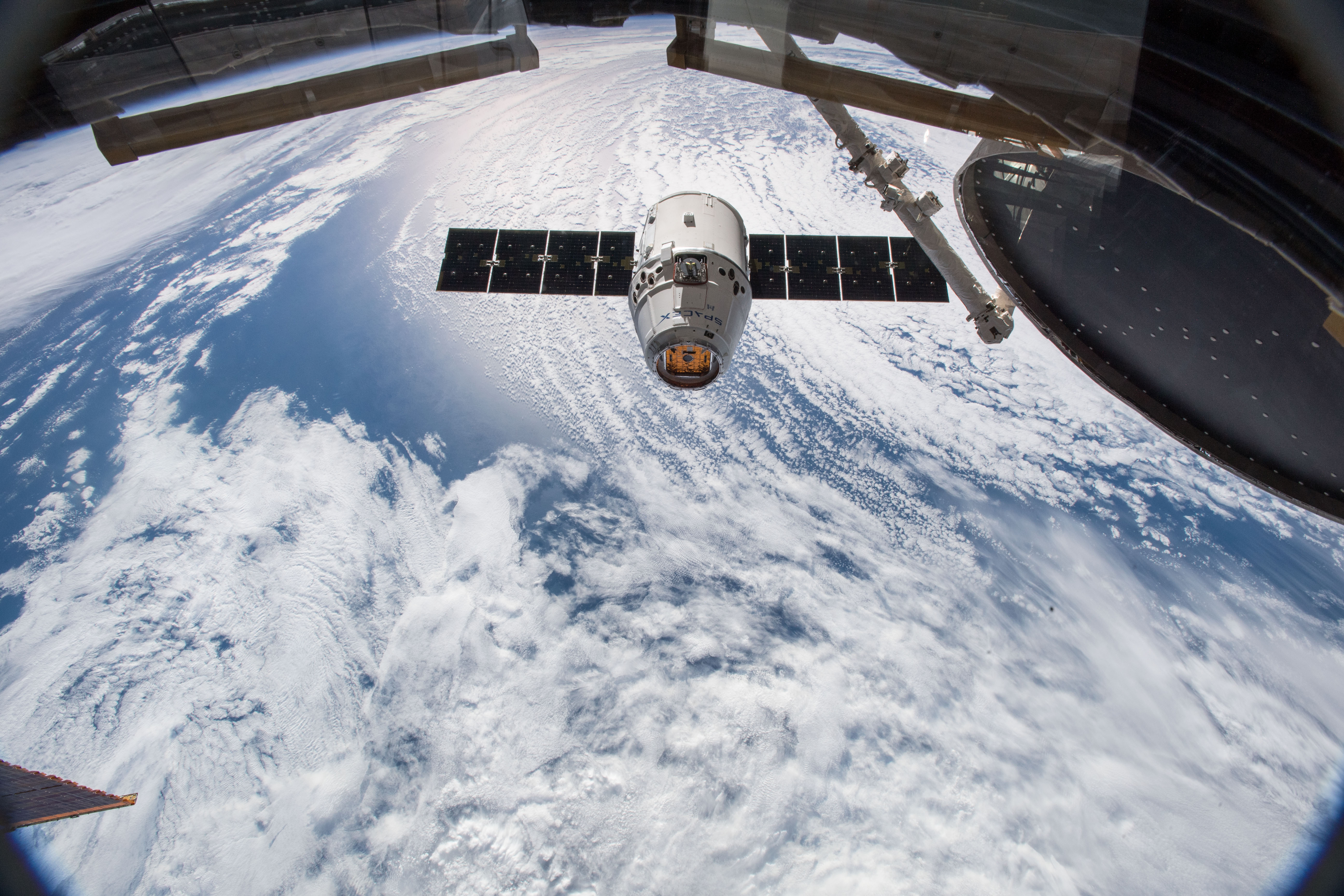
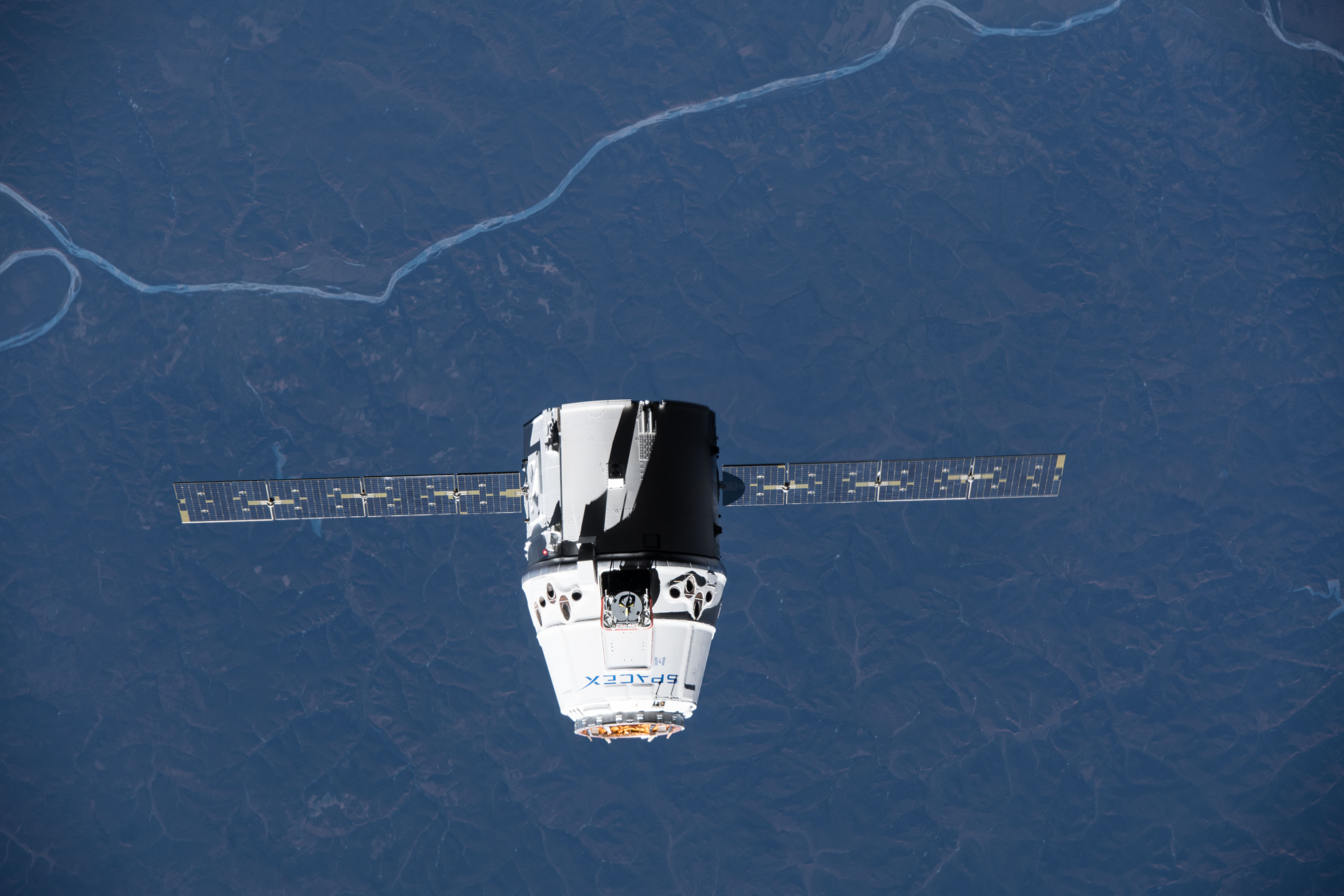

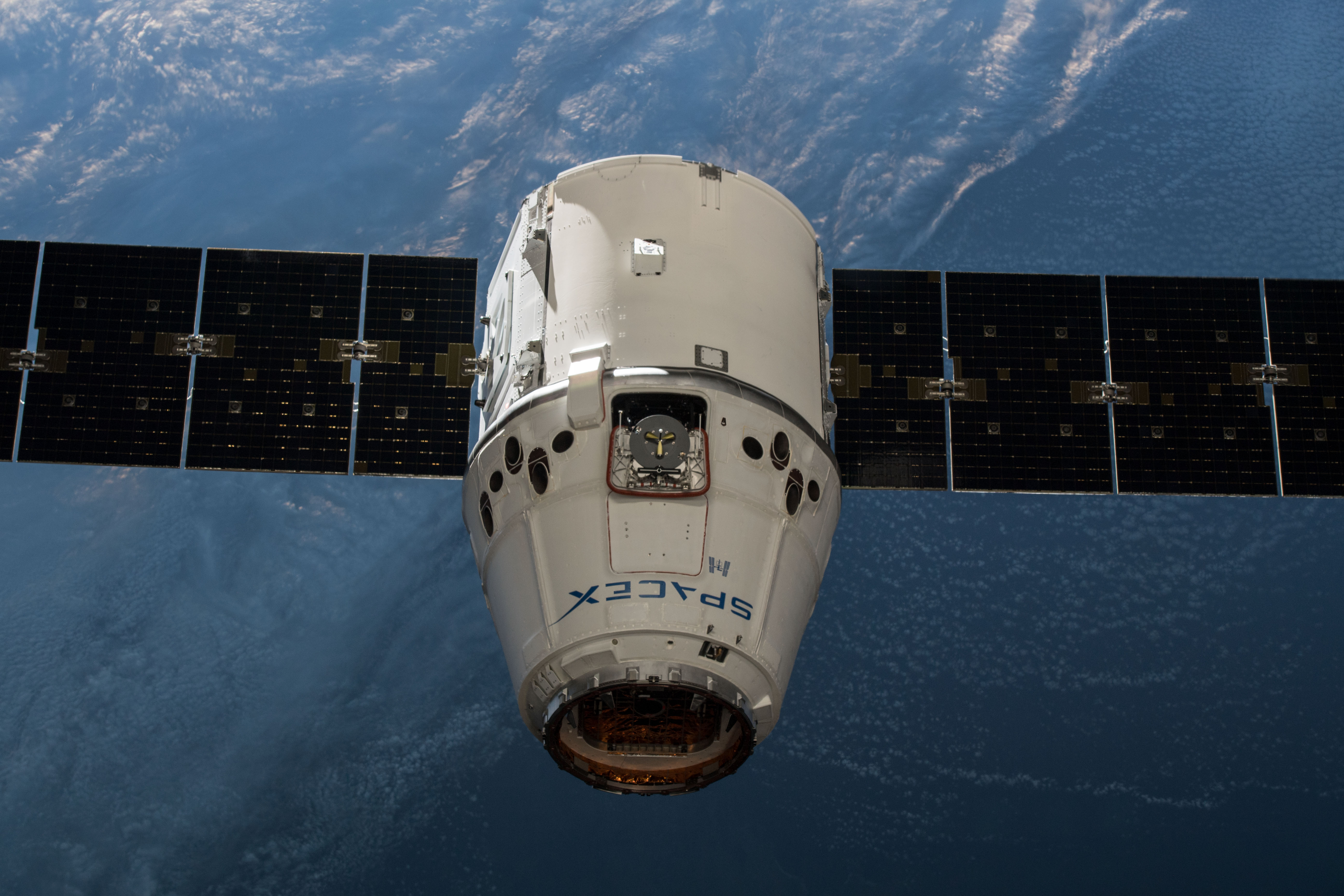
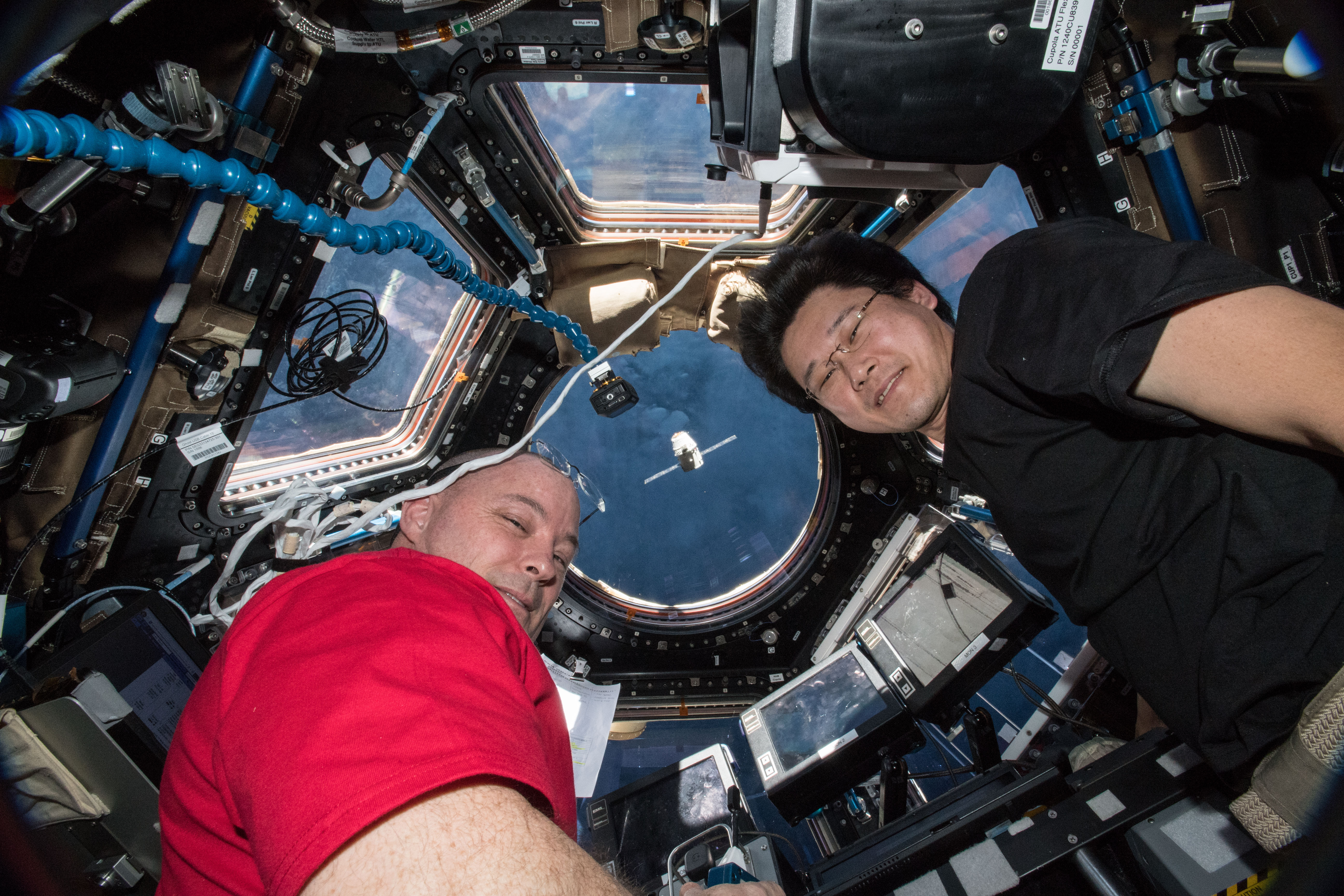
Астронавты Скотт Тингл и Норишиге Канаи.
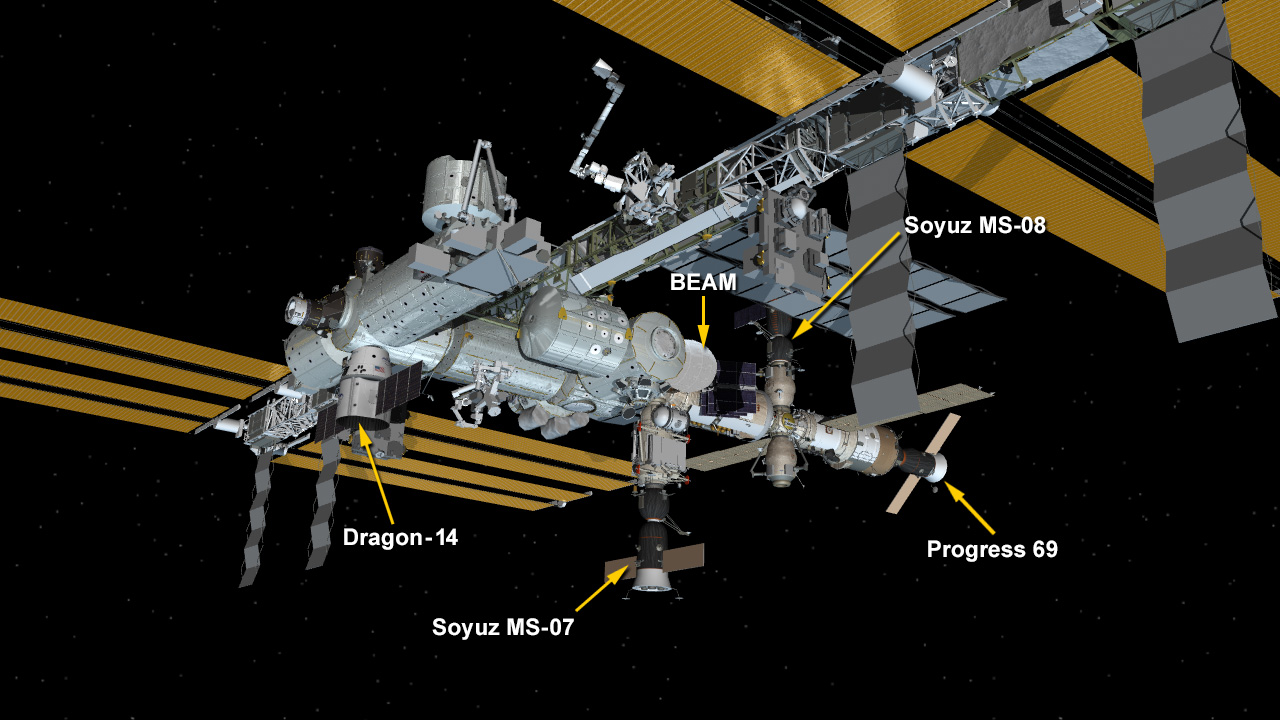
Конфигурация МКС после стыковки.